# Andamanentaube

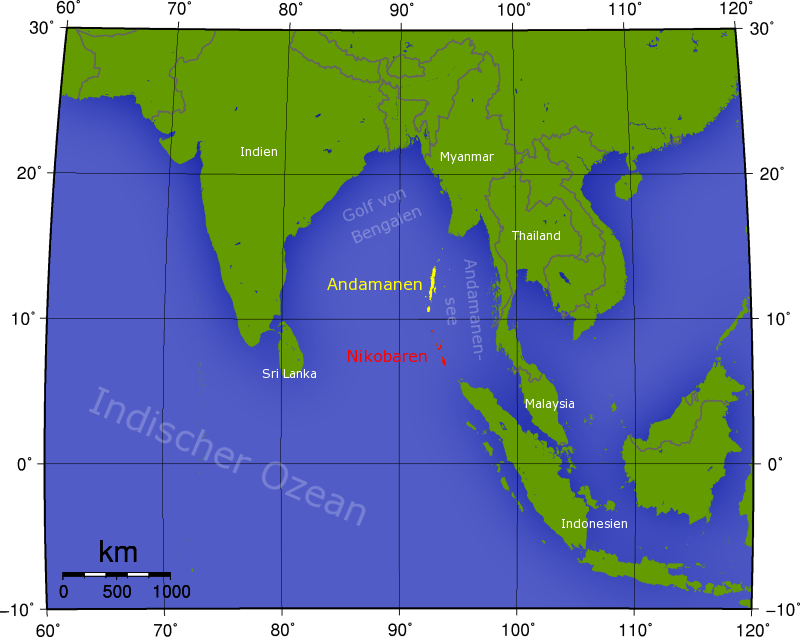
Andamanen und Nikobaren

Die Andamanentaube (Columba palumboides), auch Andamanen-Waldtaube genannt, ist eine monotypische Art der Taubenvögel. Sie kommt ausschließlich auf den Andamanen und den Nikobaren vor. Die Bestandszahlen der Art sind unbekannt. Die IUCN stuft die Art jedoch als potentiell gefährdet ein (near threatened), da sie eine endemische Inselart ist, auf die die zunehmende Abholzung der Primärwälder einen negativen Einfluss hat.
Im deutschen Sprachgebrauch unterscheidet man neben der Andamanentaube noch die Andamanen-Grüntaube und die Andamanen-Kuckuckstaube. Beide Arten gehören anderen Gattungen der Taubenvögel an.

## Erscheinungsbild
Die Andamanentaube erreicht eine Körperlänge bis zu 42 Zentimetern. Die Körpergröße der Weibchen schwankt zwischen 36,2 und 42,5 Zentimetern. Die Männchen erreichen Körperlängen von 38 bis 40 Zentimetern. Sie gleicht in ihrer Körpergröße damit einer Haustaube größerer Rasse. Sie ist jedoch insgesamt kompakter gebaut. Ihr Vorderkopf ist flacher. Der Geschlechtsdimorphismus ist nur sehr geringfügig ausgeprägt. Die Weibchen sind etwas dunkler als die Männchen. Ihr Halsgefieder ist weniger silbern.
Der Kopf und Hals der Andamanentaube ist silbergrau. Der Mantel und Rücken ist dunkel mit schillernden grünen und purpurnen Federsäumen. Die Brust ist hellgrau. Die Unterschwanzdecken sind dunkelgrau. Der Schnabel ist an der Basis rötlich. Zur Spitze hin hellt der Schnabel gelblich auf. Die Iris ist innen gelb und außen Rot. Die Augenringe sind purpurn. Die Füße sind hellrot.

## Verbreitungsgebiet und Lebensraum
Die Andamanen und Nikobaren sind ein indisches Unionsterritorium, 1.255 km südöstlich von Kolkata und 1.190 km östlich von Chennai. Sie erstrecken sich von 6°45' bis 13°41' Nord, ungefähr entlang des 93. östlichen Längengrades westlich der thailändischen Küste und nordwestlich von Sumatra. Der 10. Breitengrad mit dem Ten Degree Channel trennt die nördlichen Andamanen von den Nikobaren.
Die Andamanentaube kommt auf der Inselgruppe der Nikobaren auf allen Inseln vor. Sie ist hier eine sehr mobile Taubenart, die auf jeder der noch bewaldeten Insel vorkommen kann. Der Lebensraum der Andamanentaube sind dichte immergrüne Wälder. Sowohl auf den Nikobaren als auch den Andamanen kommen solche Wälder noch vor. Zunehmende Abholzungen werden sich jedoch negativ auf den Bestand der Art auswirken.

## Verhalten
Die Andamanentaube wurde bislang in Paaren und in kleinen Trupps beobachtet. Sie hält sich ausschließlich in Wäldern auf und ist eine sehr scheue Art. Sie lebt ausschließlich in Bäumen. In ihrem Verhalten und auch in ihrer Körperform erinnert sie an eine Große Fruchttaube. Sie frisst ausschließlich Früchte und Beeren. Im Kropf sezierter Andamanentaube hat man walnussgroße Früchte gefunden. Auf dem Boden gefallene Früchte scheint sie nicht aufzunehmen. Wie viele fruchtfressende, waldbewohnende Tauben zeigt sie ein nomadisierendes Verhalten. Über die Brutbiologie dieser Art ist nichts bekannt.

## Belege